# Ивченко, Михаил Митрофанович
Михаи́л Митрофа́нович И́вченко (1900 — 1964) — передовик производства, мастер доменного цеха Ждановского металлургического завода имени Ильича, Сталинская область, Украинская ССР. Герой Социалистического Труда (1958).
Родился в 1900 году на территории современной Белоруссии. В 1916—1917 годах работал на шахтах в Енакиево. Участвовал в Гражданской войне. С 1928 года проживал в Мариуполе, где работал газовщиком на металлургическом заводе имени Ильича. В 1932 году был назначен мастером газовщиков доменного цеха комбината «Азовсталь».
В 1958 году удостоен звания Героя Социалистического Труда за выдающиеся трудовые достижения.

## Награды
- Герой Социалистического Труда (указ Президиума Верховного Совета СССР от 19 июля 1958 года)
- Орден Ленина — дважды (1951, 1956)
- Орден Трудового Красного Знамени — дважды (1939, 1949)